# Progoitrine

Progoitrine

La progoitrine (2-hydroxy-3-buténylglucosinolate) est un glucosinolate retrouvé dans plusieurs espèces de Brassicaceae (principalement les choux).

## Toxicité

### Mécanisme
La progoitrine est hydrolysée  par la myrosinase, une enzyme fréquemment présente chez les Brassicaceae. La goitrine (oxazolidine thione) générée est un composé antithyroïdien qui inhibe l'absorption de l'iode par la glande thyroïde; une inhibition qui ne peut être levée par l'administration de fortes doses d'iode.
Notons qu'à l'instar de tous les glucosinolates, des thiocyanates peuvent également être produits par cette hydrolyse. Chez certaines espèces de choux, celle-ci serait suffisamment importante pour entrainer une compétition avec l'iode dans sa capture par la glande thyroïde.

### Relevance clinique
Chez l'Homme, une relation entre la prévalence de goitres et une consommation appauvrie en iode et riche en Brassicaceae n'a pu être constatée. Toutefois, des cas d'hypothyroïdisme se sont aggravés par une alimentation de ce type. C'est pourquoi ont recommande aux patients atteints de goitres de ne pas consommer de Brassicaceae.
Chez les animaux (moutons, lapins, bœufs, etc.) un hypothyroïdisme entrainant un goitre, avortement et mort in utero ont fréquemment été constatés à la suite d'une consommation importante de choux.